# Mladen Leček
Mladen Leček (* 15. Juli 1953 in Varaždin) ist ein ehemaliger jugoslawischer Radrennfahrer.

## Sportliche Laufbahn
Leček war Straßenradsportler und bestritt auch Rennen im Bahnradsport. 1970 wurde er Meister der Junioren im Straßenrennen und gewann die Gesamtwertung der Istrien-Rundfahrt.
1972 (vor Eugen Pleško) und 1974 (vor Drago Frelih) gewann er die nationale Meisterschaft im Einzelzeitfahren. 1974 gewann er  eine Etappe des Rennens Putevima AVNOJ-a. 
Im Bahnradsport gewann er 1972 die nationale Meisterschaft in der Einerverfolgung. Leček startete für den Verein Odreda-Astra Ljubljana.